# Alexandre Ludovic
Alexandre Ludovic Ribeiro Pereira (sinh ngày 18 tháng 6 năm 1990 ở Paris, Pháp), hay Ludovic, là một cầu thủ bóng đá người Bồ Đào Nha thi đấu cho F.C. Penafiel ở vị trí tiền vệ chạy cánh.